# Lucien De Vestel
Lucien De Vestel, né à Ixelles le 26 janvier 1902 et mort le 21 août 1967, est un architecte belge.

## Biographie

### Vie et carrière architecturale
Lucien De Vestel était issu d'une famille d'entrepreneurs et d'architectes en Belgique. Il est, selon le Dictionnaire de l'architecture en Belgique, le neveu de l'architecte Franz De Vestel, qui fut son enseignant à l’Académie royale des Beaux-Arts de Bruxelles et le descendant de l'entrepreneur brugeois Louis Joseph De Vestel (Bruges 1814 – Saint-Gilles - Bruxelles 1888), époux d'Amélie De Lille, qui fut l'entrepreneur pour les travaux du Palais de justice de Bruxelles de Joseph Poelaert (1817-1879).
Lucien De Vestel fut diplômé en 1921 (Académie royale des beaux-arts, atelier De Vestel) et débuta ensuite sa carrière avec un projet de maisons à deux logements en 1922.  En 1924, il entra au Service des constructions de l’Université Libre de Bruxelles et réalisa les aménagements intérieurs de l’École de médecine. En 1931, il participa à la construction du pavillon belge à l'Exposition coloniale de Paris aux côtés de l'architecte Henri Lacoste. C'est également à la même année que De Vestel s'est chargé d'une de ses réalisations notables : le projet d'agrandissement du Musée d'Histoire Naturelle au parc Léopold, aujourd'hui appelé Institut royal des Sciences Naturelles de Belgique. En 1932, il achèva la construction du Crematorium d'Uccle inaugurant le premier four crématoire en Belgique. Entre 1959 et 1967, il élabora le complexe Berlaymont au rond-point Schuman pour la Commission Européenne, en collaboration avec les architectes Jean Gilson, André et Jean Polak. Il fut l'auteur de nombreux logements modernistes à Bruxelles, dont notamment l'immeuble d'appartements à l'angle des rues Franz Merjay et Berkendael, et la maison avec studio de musique à Uccle.

### Fonctions
Outre ses projets et réalisations architecturales, De Vestel fut directeur de la sous-section « Propagande » de la Société Belge des Urbanistes et Architectes Modernistes (S.B.U.A.M.) en 1923. En 1948, il fut fondateur et président du Centre belge de Documentation et d'Information de la Construction, origine des normes NBN aujourd'hui. Pendant sa carrière, De Vestel fut également administrateur du Centre pour l'encouragement de l’épargne et des placements immobiliers ainsi que celui du Centre scientifique et technique de l'industrie du Bois.
Il était membre de la S.A.D.Br.

## Réalisations

### Réalisations majeures

#### Extension du Musée d'Histoire Naturelle au parc Léopold
Le début des années 1930 est une période considérable pour De Vestel. En 1931, il se voit confier la conception de l'extension du Musée d'Histoire Naturelle au parc Léopold (aujourd'hui,  Institut royal des Sciences Naturelles de Belgique) . Ce travail s'inscrit dans le cadre de grands travaux de construction, ayant pour objectif la résorption de chômage. Son chantier débute en 1933 mais est interrompu durant la guerre et cesse en 1955, faute de crédits. Néanmoins, la partie du projet dédiée aux laboratoires et conservatoires sera réalisée, et De Vestel devient le premier architecte à avoir construit un immeuble-tour à Bruxelles. Malgré son ampleur, De Vestel s'est chargé de l'ensemble de l’élaboration du projet, allant du gros œuvre au parachèvement et au mobilier.

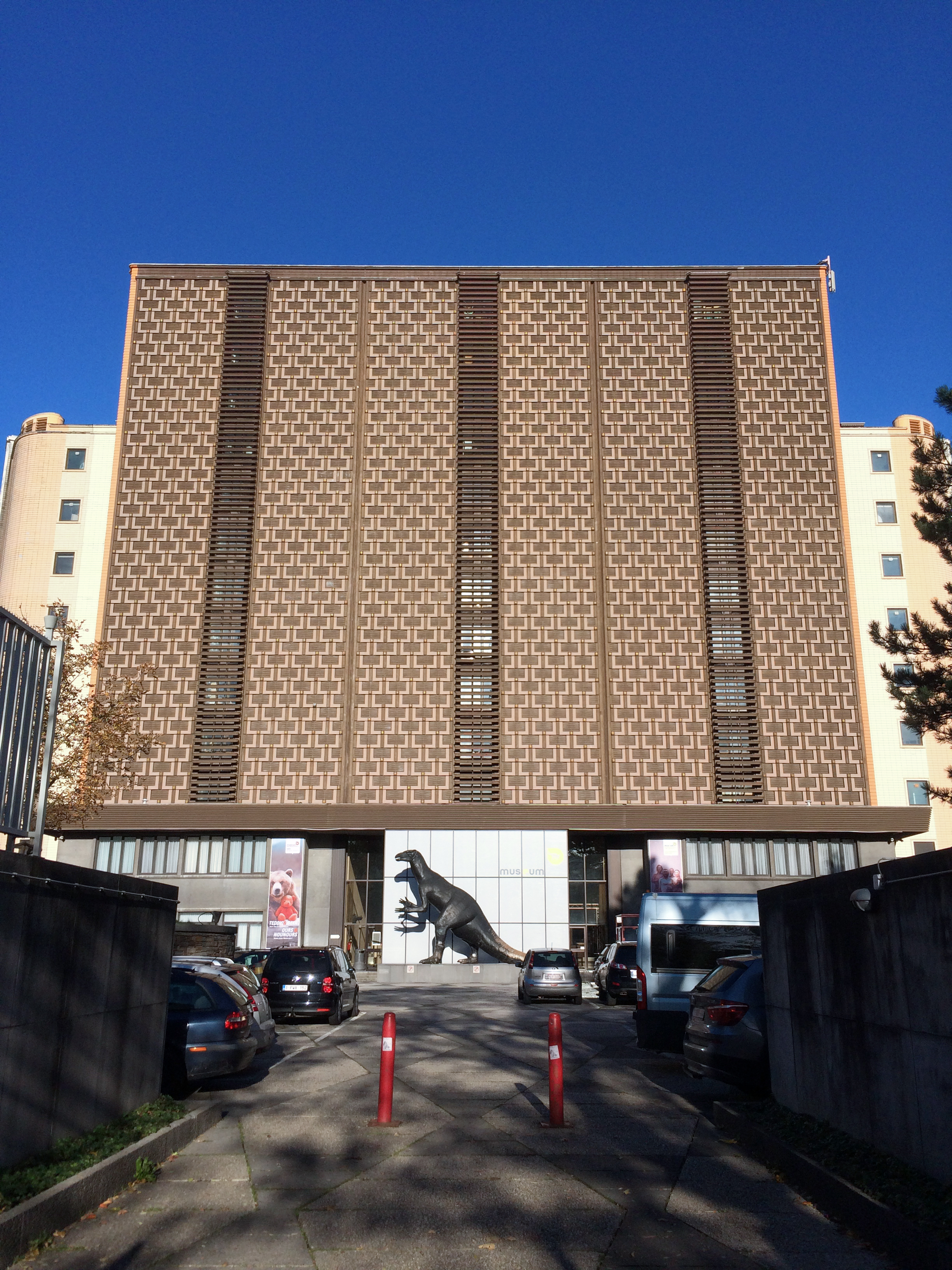
Façade principale de l'Institut royal des Sciences Naturelles de Belgique, Bruxelles

#### Crématorium d'Uccle
En 1932, il réalise, à l'initiative de la Société Coopérative de Crémation, le premier four crématoire belge à Uccle. Il s'agit dans un premier temps, d'un travail en collaboration avec Henry Lacoste, mais leur association prend fin en 1931 et De Vestel se charge seul de sa réalisation. Le Crematorium a connu un premier agrandissement et transformation en 1935, et une seconde transformation a eu lieu en 1948. Aujourd'hui, seul le grand dôme en cuivre est conservé.

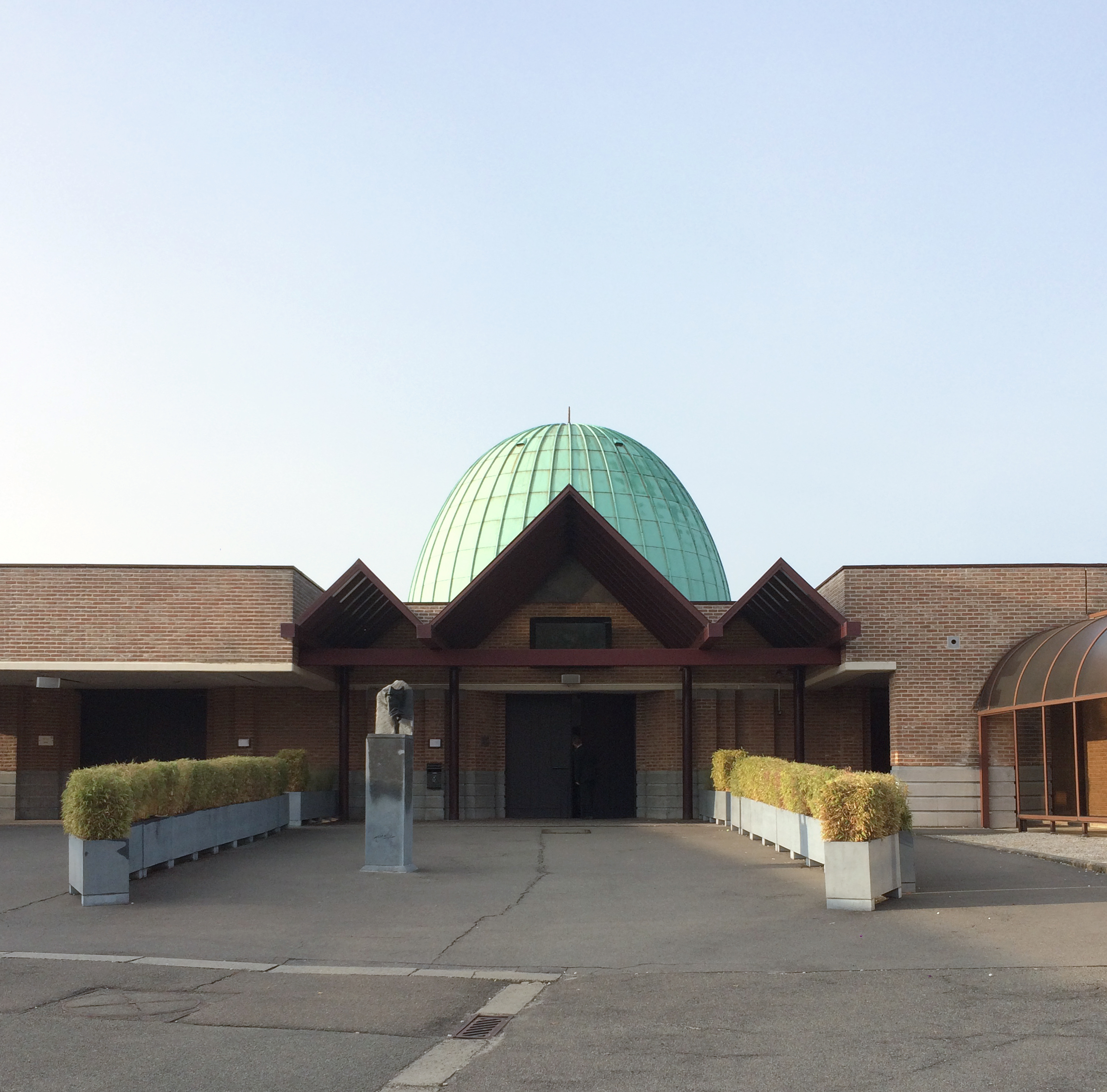
Crématorium d'Uccle – Coupole d'origine (1932) par Lucien De Vestel

#### Immeubles à appartements
Entre 1932 et 1940, De Vestel réalise de nombreux logements en utilisant une structure en béton armé recouverte de parement de briques. Parmi eux, l'immeuble à appartements à l'angle des rues Berkendael et Franz Merjay à Ixelles se démarque par sa façade en brique de couleur paille, et la décoration intérieure qui répond au caractère rationnel des divers quartiers d'habitation. Il cristallise les principes de construction moderne tels que confort, lumière et utilitarisme, en se souciant des techniques de construction, comme la mise en œuvre d'un isolement phonique aux espaces dédiées au sommeil. Son ambition pour la conception d'habitations alliant la simplicité esthétique et la recherche des techniques de construction s'explique par sa réflexion sur le but de l'architecture moderniste qui est de « se libérer de l’esthétique exagérée et acquérir des bases techniques solides ». 

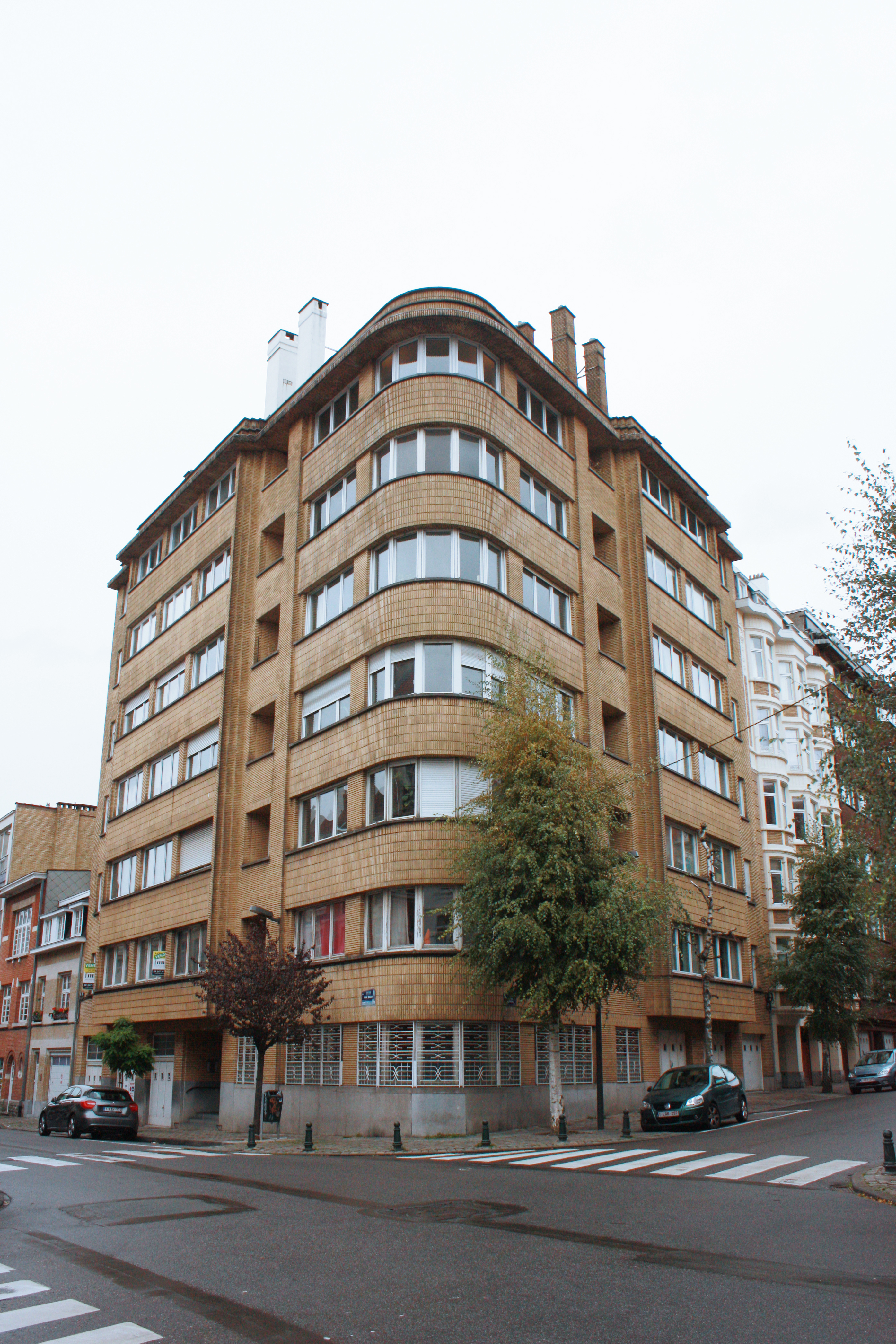
Immeuble à appartements à l'angle des rues Berkendael et Franz Merjay, Ixelles

#### Berlaymont
À partir de 1959, De Vestel élabore les plans du complexe Berlaymont, bâtiment administratif des Communautés Européennes, en collaboration avec les architectes Jean Gilson, André et Jean Polak. Le complexe avait pour objectif de regrouper les fonctionnaires européens jusque là dispersés dans huit bâtiments distincts. De ce fait, Berlaymont est conçu afin d’accueillir environ trois mille personnes et mille six cents véhicules.

### Expositions et Concours Publics
Pendant ses activités professionnelles, De Vestel a participé à de nombreuses expositions d'architecture et d'urbanisme, durant lesquelles on observe ses relations avec d'autres architectes belges comme Henry Lacoste en 1931, Louis-Herman De Koninck et Victor Bourgeois en 1946. Il participa également aux concours publics de grande échelle, dont notamment celui de l'Institut national de Radiodiffusion à Ixelles, pour lequel il reçut le deuxième prix en 1933.
- 1930: Projet d'urbanisation pour le quartier Léopold à Bruxelles
- 1931: Exposition coloniale de Paris (Collaborateur Henry Lacoste)
- 1933: Concours pour l'Institut National de Radiodiffusion
- 1936: Concours pour l'aménagement de la Gare de Bruxelles-Midi et ses abords
- 1937: Concours d'Urbanisme et d'Architecture en vue de l'aménagement du Mont des Arts à Bruxelles
- 1939: Concours pour la Bibliothèque Royale sur le site du Jardin Botanique
- 1946: Exposition internationale du Logement à Bruxelles
- 1946: Exposition internationale d'Urbanisme et Habitation de Paris, pavillon de la section belge (Collaborateurs Louis-Herman De Koninck et Victor Bourgeois)
- 1947: Concours pour un immeuble de bureaux et d'appartements pour Fabrimétal, rue des Drapiers et Capitaine Crespel à Ixelles
- 1949-52: Projet d'urbanisation du quartier Savelenerg pour la Société nationale d'Urbanisation de Logements à Bon Marché, rue de Termonde et avenue Charles-Quint à Ganshoren, Bruxelles
- 1954: Avant-projet pour une cité administrative au quartier Léopold à Bruxelles
- 1958: Exposition universelle et internationale de Bruxelles de 1958, projet de pavillon pour la section du Congo belge et du Ruanda-Urundi
- 1962: La Cité verte, projet d'urbanisation pour le groupe Reco à Evere, Bruxelles
- 1964-67: Projet d'aménagement de l'ancienne Gare du Nord (Collaborateur Y. De Vestel)

### Études sur la préfabrication des maisons
En 1945, De Vestel met au point des systèmes brevetés de montage d'éléments préfabriqués LDV pour des constructions en série. L’année suivante, il participe à l'Exposition Internationale du Logement à Bruxelles  et y présente les habitations en B.C.E.C., de type rural et urbain. L’élaboration de ce système de préfabrication avait pour but de minimiser le coût de construction, et de réduire largement son temps sur le chantier.
- 1964-67 : maisons types système LDV pour la société d'Habitation à Bon Marché, au chantier expérimental de Stockel
- 1964-67 : projet de construction de trente-deux maisons système LDV à Merksen, Anvers

### Liste des bâtiments
- 1924-47 : transformation de l'immeuble des Établissements Vinçotte rue du Commerce, Bruxelles
- 1929 : villa de Monsieur Otten, Forest
- 1929 : immeuble à appartements avenue de la Brabançonne, Schaerbeek
- 1930 : villa de Monsieur De Lancker, Keerbergen
- 1930-35 : Institut royal des Sciences Naturelles de Belgique, rue Vautier 29-31, Bruxelles
- 1932 : immeuble à appartements à l'angle des rues des Deux Gares et des Vétérinaires, Anderlecht
- 1932 : crématorium d'Uccle, Uccle (dernière transformation en 1948, par Lucien De Vestel)
- 1932 : maison avec studio de musique, Uccle
- 1932 : villa privée, Uccle
- 1934 : maison privée, Spa
- 1935 : immeubles à appartements rue de l'Ermitage, Ixelles
- 1935 : immeuble à appartements à l'angle des rues Berkendael et Franz Merjay, Ixelles
- 1935 : immeubles à appartements rue Berkendael, Ixelles
- 1935 : immeuble à appartements avenue Adolph Buyl, Ixelles
- 1936 : maison privée, Watermael-Boitsfort
- 1936 : aménagement de l'appartement privé, Bruxelles
- 1936 : villa privée, Spa
- 1937 : immeuble à vingt appartements boulevard Albert I, Nieuport-Bains
- 1946 : maison privée, Anderlecht
- 1949-52 : immeuble de bureaux pour la société Comentri à l'angle des rues Belliard et du Commerce, Bruxelles
- 1950 : service Géologique de Belgique, rue Jenner 13, Bruxelles
- 1950-52 : cité de Homborchveld, Uccle
- 1952 : cité du Chat Botté, Uccle
- 1954 : transformation d'une maison privée, Essene
- 1955 : transformation d'une maison, Woluwe-St-Pierre
- 1963 : aménagement du bureau d'architecture De Vestel, Bruxelles
- 1964 : immeuble de bureaux à l'angle du rond-point Schuman et rue Froissart, Bruxelles
- 1964-67 : bâtiments pour l'Union chimique belge, Braine-l'Alleud
- 1964-67 : maisons types système LDV pour la société d'Habitation à Bon Marché au chantier expérimental de Stockel
- 1964-67 : lotissements de maisons de week-end, Spa
- 1967 : complexe du Berlaymont, Bruxelles

### Liste des projets
- 1922 : Projet de maisons à deux logements
- 1923 : Projet pour un ensemble de quatre bâtiments à Bon Marché
- 1923 : Projets de maisons jumelées
- 1923 : Projet de maison pour un dentiste
- 1923 : Projet de villa
- 1926 : Projet de maison avenue Minerve, Forest
- 1930 : Projet d'urbanisation du quartier Léopold, Bruxelles
- 1935 : Projet d'immeuble à quatre appartements rue Aviateur Thieffry, Etterbeek
- 1935 : Projet d'immeuble à cinq appartements avenue Coghen, Uccle
- 1936 : Projet de cinq types de logements collectifs en Afrique
- 1936 : Projet d'immeuble à appartements chaussée de Gand, Bruxelles
- 1937 : Projet d'immeuble à appartements à l'angle des avenues du Brésil et des Nations, Bruxelles
- 1937 : Projet d'immeuble à appartements avenue du Brésil, Bruxelles
- 1938 : Projet d'immeuble à appartements avenue Ruzette, Blankenberge
- 1942 : Projet de transformation de la villa Les Rosiers, Spa
- 1943 : Projet de décoration du bureau, Forest
- 1945 : Projet de construction en série d'habitations types pour régions sinistrées
- 1947 : Projet de maisons types pour mineurs
- 1947 : Projet de maison privée
- 1948 : Projet pour la Galeries des nations rue Ravenstein et Cantersteen, Bruxelles
- 1948 : Projet de garage, Anderlecht
- 1948 : Projet d'immeuble de bureaux rues aux Laines et de la Régence, Bruxelles
- 1949 : Projet de septante maisons types à un, deux et trois étages pour Baticoop, Anderlecht
- 1949-52 : Projet d'urbanisation du quartier Savelenberg pour la Société nationale d'Urbanisation de Logements à Bon Marché, Ganshoren
- 1952 : Projet d'immeuble de bureaux et à appartements pour la société Sotranic, Bruxelles
- 1953 : Projet d'immeuble à appartements rue de Belle-Vue, Bruxelles
- 1962 : Projet d'urbanisation pour le groupe Reco : La Cité verte, Evere
- 1964-67 : Projet de transformation de l’hôpital Saint-Pierre, Bruxelles
- 1964-67 : Projet de l’aménagement de l'ancienne Gare du Nord
- 1964-67 : Projet de lotissement Boesdael, Rhode-Saint-Genèse
- 1964-67 : Projet de construction de trente-deux maisons système LDV à Merksen, Anvers
- 1964-67 : Projet d'immeuble à appartements rue de Hennin, Ixelles
- 1964-67 : Projet d'immeuble à appartements pour ICM rue de la Mutualité, Uccle
- 1964-67 : Projet d'immeuble à appartements à l'angle de l'avenue Louise et de la place Stéphanie, Bruxelles
- 1964-67 : Projet d'immeuble à appartements rue Aviateur Thieffry, Etterbeek
- 1964-67 : Projet d'immeuble à appartements rue du Magistrat, Bruxelles
- 1964-67 : Projet d'immeuble mixte Chevrolet, Bruxelles
- 1964-67 : Projet d'immeuble à appartements avenue de l’Échevinage, Uccle
- 1964-67 : Projet d'immeuble à appartements avenue Louise, Bruxelles
- 1964-67 : Projet d'immeuble à appartements boulevard Général Jacques, Ixelles
- 1964-67 : Projet d'immeuble de bureaux avec galerie commerçante avenue de la Toison d'Or, Bruxelles
- 1964-67 : Projet de vitrine pour le bureau de change, Bruxelles
- 1964-67 : Projet de bungalow
- 1964-67 : Projet de motel